# Les Soixante-neuf Stations du Kiso Kaidō
Vous lisez un « bon article » labellisé en 2009.
Les Soixante-neuf Stations du Kiso Kaidō (木曾街道六十九次, Kiso Kaidō Rokujūkyū-tsugi) sont une série d'estampes japonaises ukiyo-e créées par Utagawa Hiroshige et Keisai Eisen entre 1834-1835 et 1842. Cette série représente l'ensemble des étapes de la grande route de Kiso Kaidō, allant d'Edo (Tōkyō), où réside alors le shogun, à Kyōto, où réside l'empereur.

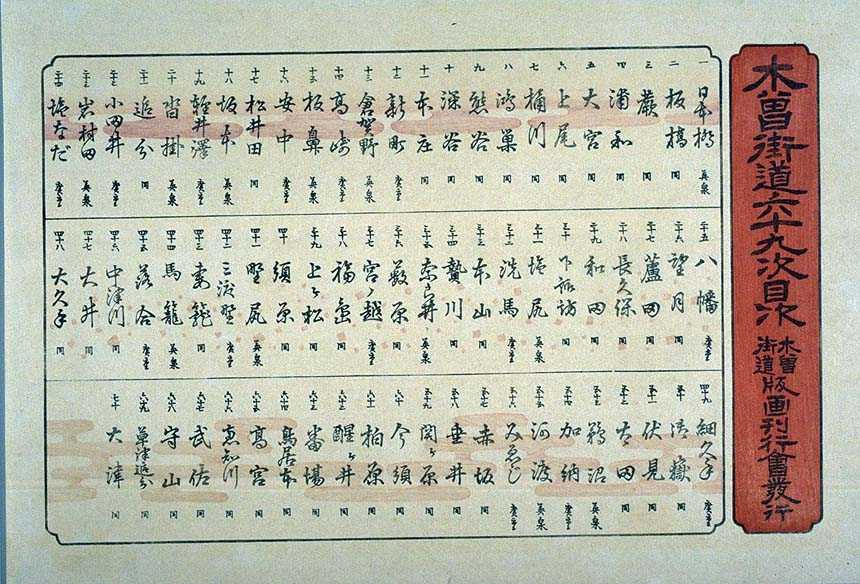
Les Soixante-neuf Stations du Kiso Kaidō : page de titre de la série d'estampes ukiyo-e.

La série compte au total soixante-et-onze estampes horizontales (yoko-e), de format ōban (les soixante-neuf stations proprement dites, auxquelles il faut ajouter le point de départ, Nihonbashi, à Edo, ainsi que la deuxième estampe consacrée à la station Nakatsugawa-juku). Il y a de plus une page de titre.
Le nom utilisé en principe pour la route du Kiso Kaidō était le « Nakasendō », ce qui fait que l'on parle parfois des soixante-neuf stations du Nakasendō. Cette série d'estampes est en quelque sorte une suite de la série de Hiroshige, les Cinquante-trois Stations du Tōkaidō, qui représentait, elle, les étapes de la route du Tōkaidō, la plus célèbre du Japon.
Eisen produisit vingt-trois des stations, plus le point de départ, le Nihonbashi, Hiroshige réalisant le reste de la série du Kiso Kaidō, soit quarante-sept estampes.

## Les Gokaidō, les «cinq routes» du Japon

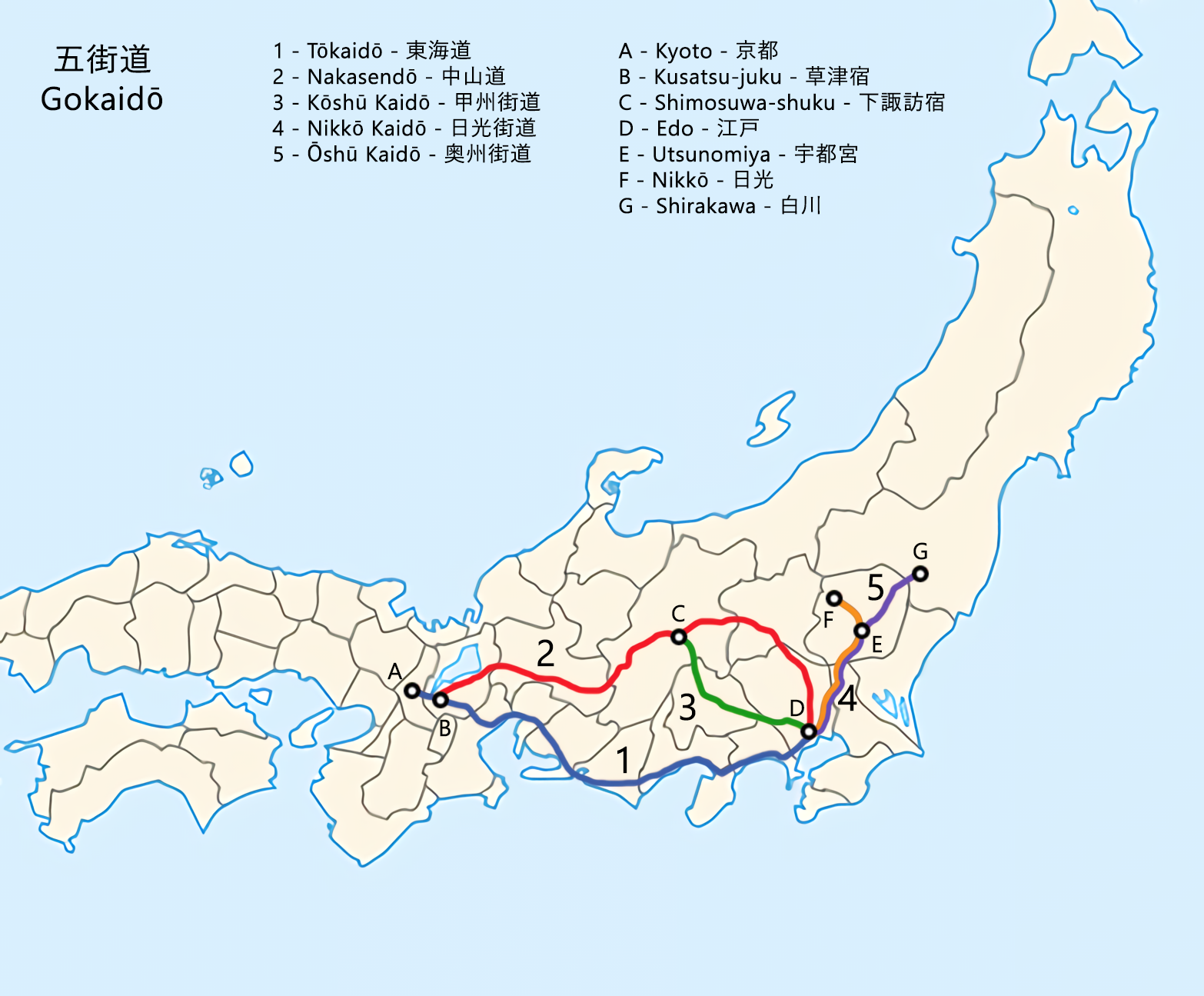
Les Gokaidō, les « Cinq Routes » du shogunat Tokugawa

Sans être aussi célèbre que la route du Tōkaidō, le Kiso Kaidō venait sans doute juste derrière celle-ci par son importance au sein des « Cinq Routes » (五街道, Gokaidō), les cinq voies majeures (kaidō) qui partaient d'Edo (aujourd'hui Tōkyō) pendant la période Edo.
Même si ces cinq routes commencent à apparaître dès l'ère Kamakura, c'est en 1601 que le shogun Tokugawa Ieyasu commence véritablement à les organiser en un réseau routier cohérent, de façon à accroître son contrôle sur le pays, qui sort d'une très longue période de guerres civiles et d'affaiblissement du pouvoir central. 
Sur toutes ces routes, les distances étaient mesurées en ri (le ri, ancienne unité de distance au Japon, représente traditionnellement 3 927 mètres, mais pouvait en réalité être de longueur assez variable), ce qui permet au voyageur de connaître la distance qui le sépare d'Edo, la capitale du shogun.
De nombreux relais (shukuba) sont installés tout au long des routes pour permettre aux voyageurs de se reposer et de se ravitailler. L’entretien de ces shuku-ba, ou shuku-eki était à la charge des daimyos aux endroits où la route traversait leurs terres. Ces haltes grossirent peu à peu pour former des villes ou des villages, responsables de la fourniture des chevaux, de l'entretien des ponts et du bon fonctionnement des auberges, en demande toujours croissante.

### Les origines du Kiso Kaidō
Le tracé de la route du Kiso Kaidō remonterait à une date fort ancienne, dont on dit qu'elle serait l'an 702 apr. J.-C..
Malgré l'appellation retenue pour la série d'Hiroshige, le nom officiel de la route était « Nakasendō » (中山道). Le terme de Kiso Kaidō s'applique en effet à la partie spécifique de la route (qui en constitue d'ailleurs l'essentiel), avant qu'elle ne rejoigne celle du Tōkaidō sur une courte portion. Le Kiso Kaidō est en particulier la section qui suit le cours du fleuve Kiso, qui lui a donné son nom.
Cette route reliant Edo à Kyōto en passant par l'intérieur des terres, était la route alternative à celle du Tōkaidō, qui reliait Edo à Kyōto en passant par le littoral.
Bien que son parcours soit au total un peu plus long (542 km environ, au lieu de 500 km environ pour le Tōkaidō), et qu'elle passe par la montagne centrale, un certain nombre de personnes, y compris des femmes, préfèrent accomplir le trajet entre Edo et Kyōto en passant par la route du Kiso Kaidō. En effet, elle n'exige pas le passage à gué de rivières, à la différence de la route du Tōkaidō, qui en comptait plusieurs,.

### Le parcours de la route du Kiso Kaidō

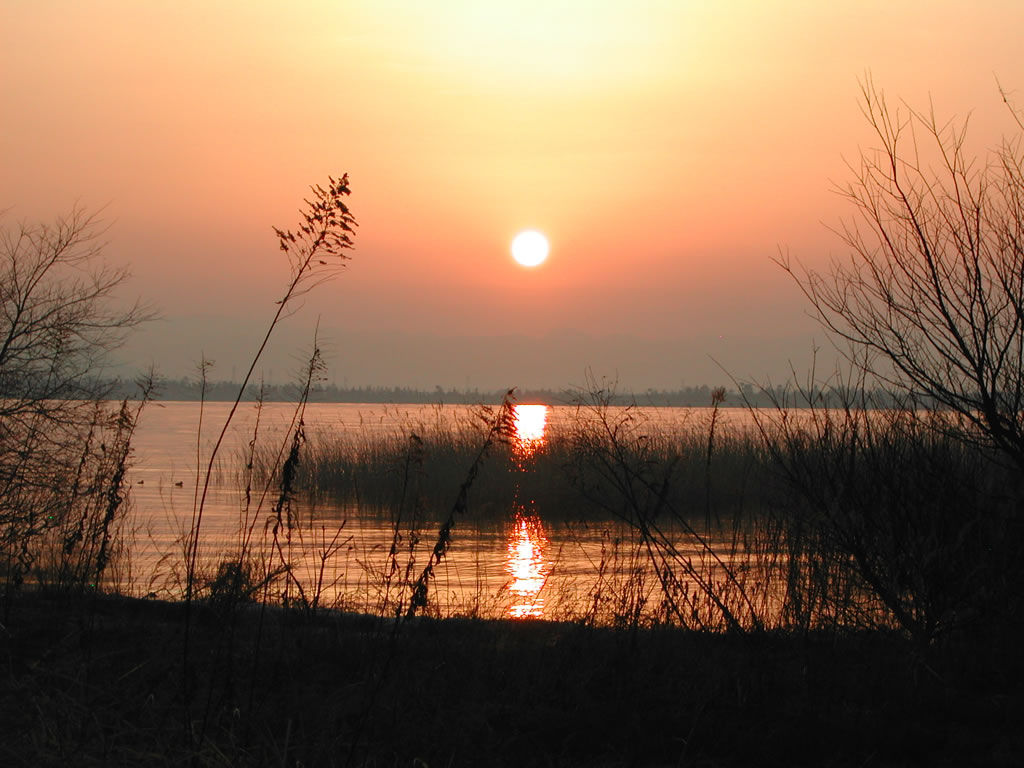
Lever de soleil sur le lac Biwa, près duquel passe le Kiso Kaidō entre Imasu et Otsu.

La route part tout d'abord en direction du nord-ouest, de Edo vers Matsuida, dans la préfecture de Gunma, puis oblique en direction de l'ouest et du sud-ouest pour passer les montagnes et atteindre le lac Suwa et continuer vers le sud-ouest en passant par Sekigahara, la 58e station. Sekigahara est d'autre part le lieu de la grande victoire remportée par Tokugawa Ieyasu en 1600, qui lui assure définitivement le pouvoir sur le Japon, ouvrant ainsi l'ère Edo.
Puis la route s'approche du lac Biwa, et rejoint alors celle du Tōkaidō un peu avant Kyōto, à Kusatsu. C'est ensuite Ōtsu et sa « maison de thé de la source », avant d'arriver enfin à Kyōto, terme du voyage.

## Notoriété et fréquentation
Comme pour le Tōkaidō, la route du Kiso Kaidō est, à l'ère Edo, fréquentée en particulier par les daimyos, astreints par le système du sankin kotai à résider un an sur deux à Edo, où ils doivent d'ailleurs laisser leur famille en otage, parce que le pouvoir shogunal se méfie d'eux après la longue période de guerre civile dont le pays sort à peine. Ce système pèse aussi lourdement sur les finances des daimyos, contraints d'entretenir deux résidences et d'emmener avec eux leur suite, qui peut compter de cent à deux mille personnes, ce qui est un avantage supplémentaire du sankin kotai aux yeux du pouvoir shogunal.

### Lesmeisho, «les lieux et paysages célèbres» du Japon
L’œuvre de Hiroshige s'inscrit dans le prolongement de l'intérêt traditionnel des Japonais pour les meisho, les lieux et paysages célèbres. C'est tout d'abord la vogue des meisho ki, les « guides de lieux célèbres », dont l'un des premiers représentants est le Kyō warabe, de Nakagawa Kiun, publié en 1658, ou l'Edo suzume de Hishikawa Moronobu, publié en 1677.
Mais c'est d'abord et avant tout le Tōkaidō lui-même, la plus connue des « Cinq Routes », qui connaît la notoriété avec par exemple le Tōkaidō meishoki (« Les Grands Sites de la route de la mer de l'Est »), guide en six volumes de 1660 du samouraï Asai Ryōi, présentant les centres d'intérêt des différents relais sur le mode de la fiction et contribue à la notoriété de la route.
Aussi est-ce avec sa série d'estampes des Cinquante-trois Stations du Tōkaidō que Hiroshige va connaître la célébrité, lorsqu'il les publie chez Hōeidō, vraisemblablement sous forme de « recueil d'images » (gashu), paru en « feuilleton » entre 1832 et 1834.
Cependant, ni la route du Kiso Kaidō ni ses sites, ne connaîtront jamais la même réputation, et ils ne donneront pas lieu à une autre série d'estampes. Un livre de poèmes populaires, Kiso Meisho Dzuye, et illustré de gravures d'Hiroshige, sera cependant publié en 1852.
Ce n'est d'ailleurs qu'après le succès rencontré par les meisho du Tōkaidō peints par Hiroshige que le Kiso Kaidō sera mis en scène par Keisai Eisen et lui-même.

### Les difficultés de la route du Kiso Kaidō

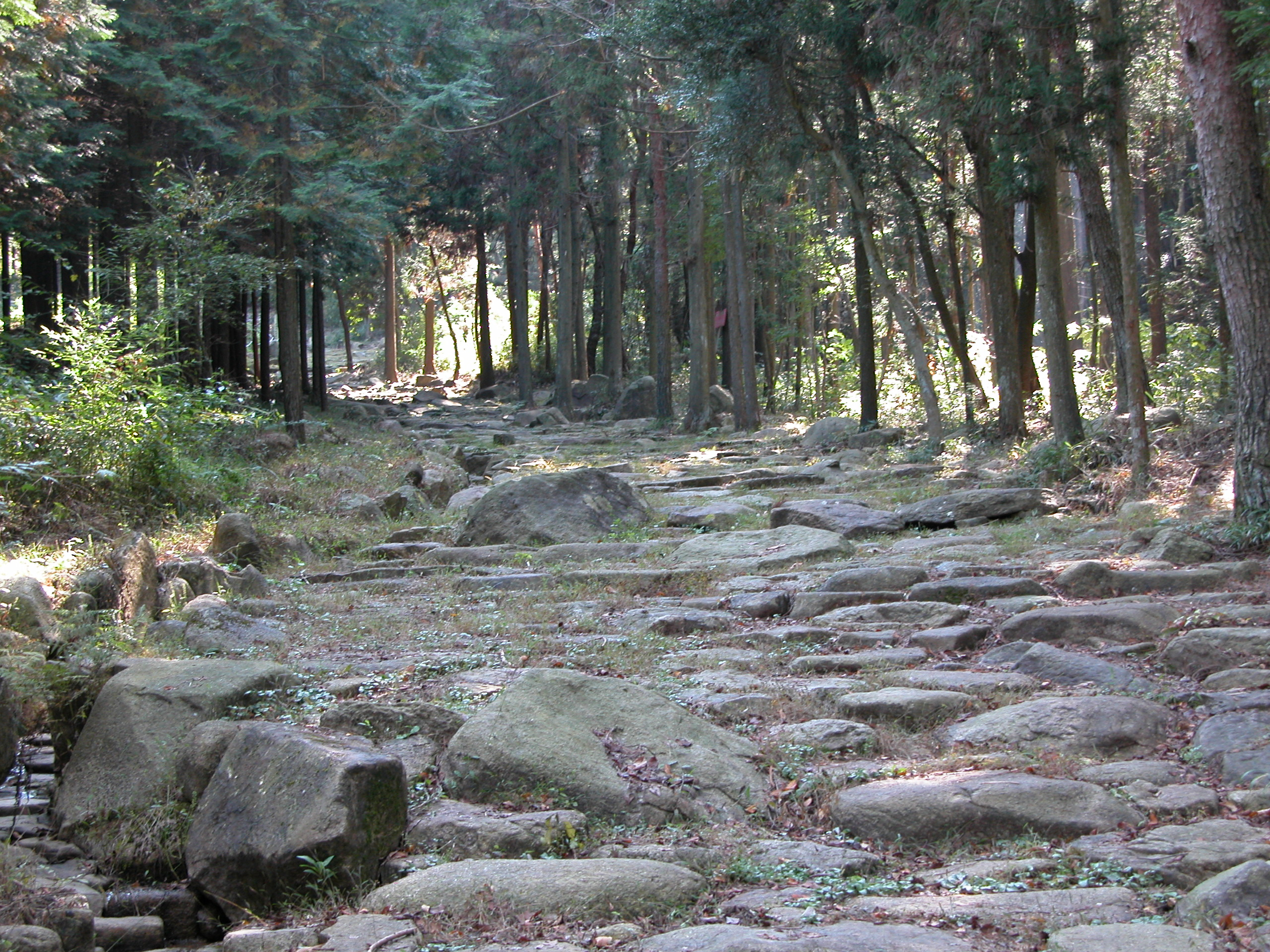
Un tronçon préservé de la route du Nakasendō (le Kiso Kaidō) aujourd'hui.

Il faut voir dans cette assez faible réputation le résultat d'une moindre fréquentation, due à la distance légèrement plus longue que cette route oblige à parcourir entre Edo et Kyōto, ainsi qu'à son difficile passage de parcours de
montagne.
À la différence du Tōkaidō, bien connu au travers des multiples descriptions qu'en ont laissé les voyageurs étrangers, il est beaucoup plus ardu d'en trouver concernant des quatre autres routes, y compris la route du Kiso Kaidō. On sait cependant que c'était une route de montagne réputée difficile ; un samouraï de Nabeshima qui avait parcouru le Japon pendant deux ans, entre 1853 et 1855, trouve le Kiso Kaidō « aussi difficile que la rumeur le laissait entendre. »

En revanche, un autre samouraï, voyageant vers 1855, donc plus de 20 ans après le début de la série de Eisen et Hiroshige, déclare que 

« beaucoup de gens craignent de voyager par le Kisoji, mais c'est là une chose du passé. Aujourd'hui, la route est bien nivelée, et on n'a aucun mal à s'y procurer chevaux et palanquins. Daimyos et nobles y voyagent tout comme ils le feraient sur le Tōkaidō. La seule difficulté qu'on y rencontre est l'impossibilité de s'y procurer du poisson frais. »

 Quoi qu'il en soit, le voyage par la route du Nakasendo (le Kiso Kaidō) prend plus de temps que par le Tōkaidō, puisqu'il fallait compter entre 18 et 20 jours pour parcourir toute la route au lieu des quelque 2 semaines à prévoir sur le Tōkaidō. De plus, la route comptait beaucoup moins d'agglomérations importantes, diminuant d'autant les aménités offertes par le voyage. Tout cela suffit sans doute à expliquer sa fréquentation considérablement plus faible.
De même, la série d'estampes consacrée par Eisen et Hiroshige au Kiso Kaidō ne connaîtra jamais la popularité des séries consacrées au Tōkaidō, ce qui explique la rareté relative des estampes de cette série.

### Hiroshige, Eisen, et le Kiso Kaidō
On ne sait pas de façon certaine si Hiroshige a effectué lui-même le voyage sur la route du Kiso Kaido. Son implication dans la série des Soixante-neuf Stations du Kiso Kaidō provient du fait qu'elle avait été initialement commandée à Keisai Eisen, qui n'avait pu la terminer. C'est donc Hiroshige qui s'en charge, témoignant de la même recherche d'atmosphère que celle qui avait inspiré les Cinquante-trois Stations du Tōkaidō,.
La série du Kiso Kaido n'est pas le seul exemple de la collaboration entre Eisen et Hiroshige, puisque, vers la fin de l'ère Tempo (1830-1843), l'éditeur Eirakuya publie un petit ouvrage en trois volumes intitulé Ukiyo gafu, contenant de petits dessins de paysages, de fleurs, et d'oiseaux, de poissons et de silhouettes. C'est Eisen qui assure l'exécution des deux premiers volumes, alors que Hiroshige se charge du troisième. Imprimés en deux nuances de couleurs en plus du noir, ces dessins rappellent l'aspect des Hokusai manga.
Cependant, Hiroshige est le plus célèbre des deux, et les rééditions par Kinjūdō, sans doute après la mort de Keisai Eisen en 1848, omettent le nom et le sceau de celui-ci. Parmi les explications avancées, la plus plausible est que l'éditeur cherche à profiter du succès des Cinquante-trois Stations du Tōkaidō, en laissant apparaître le seul nom de Hiroshige, plus vendeur.

## La technique de l'estampeukiyo-e

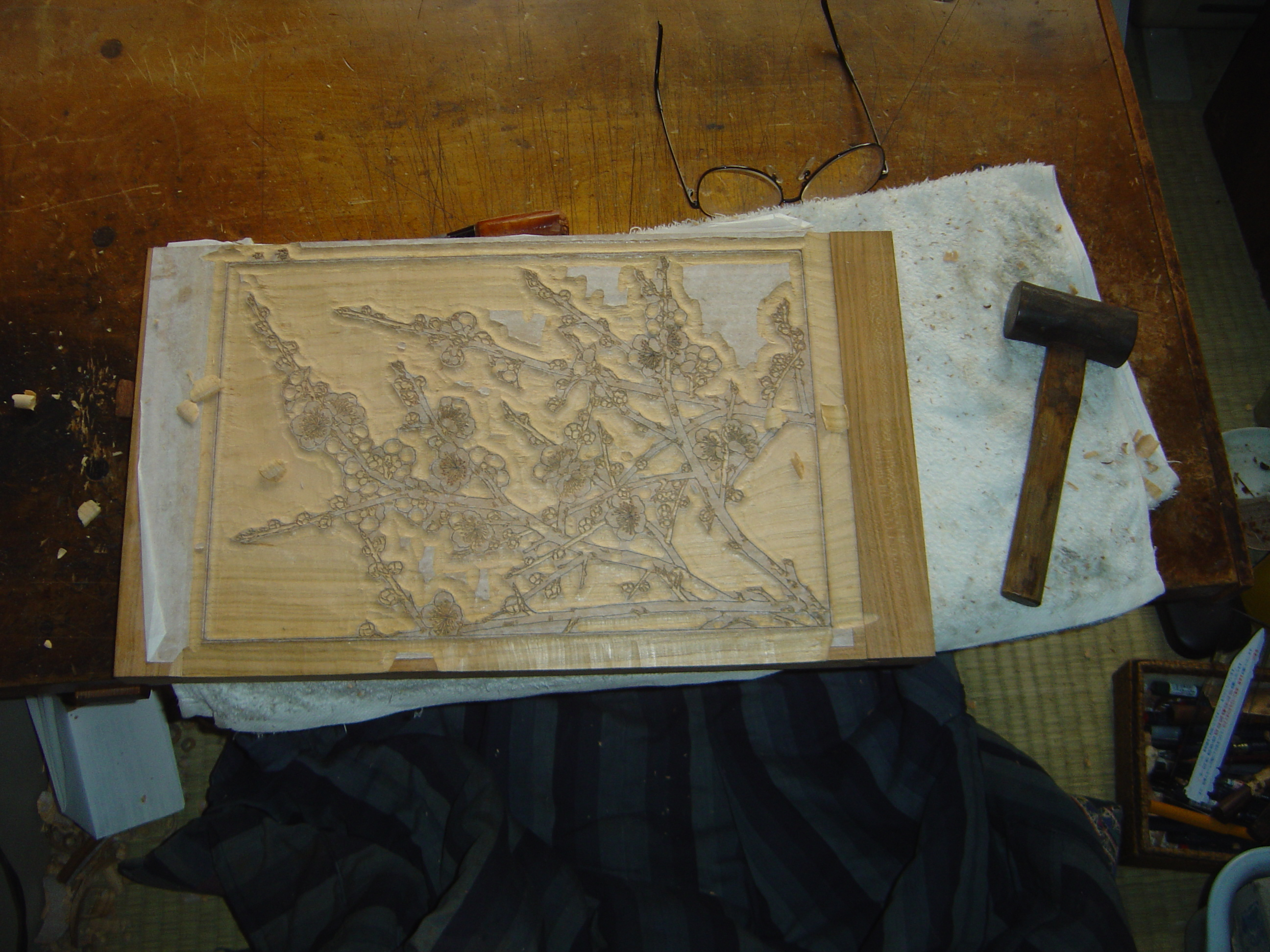
Étape 2 : gravure des planches de bois

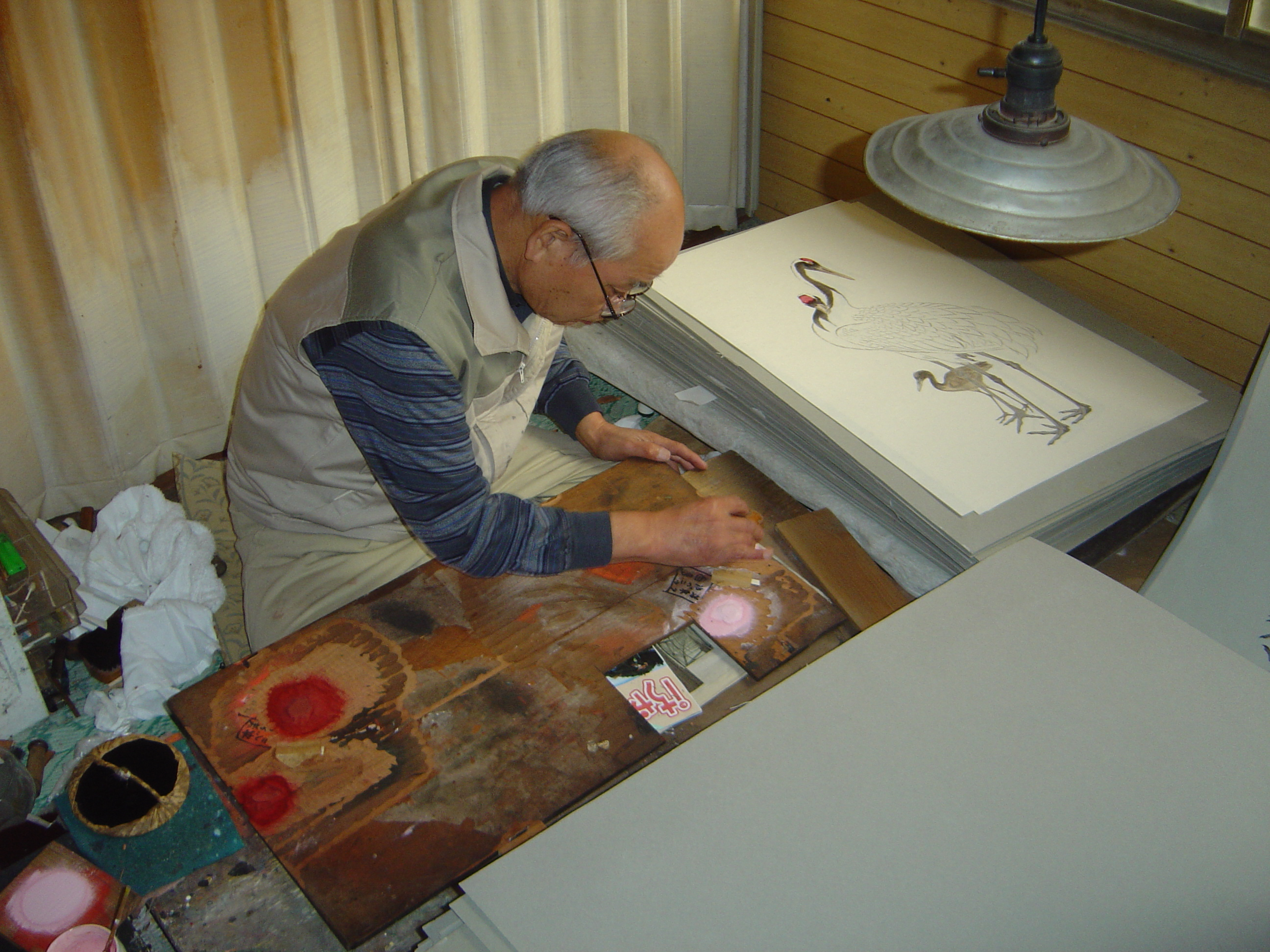
Étape 5 : encrage et impression

L’ukiyo-e — qui est un genre majeur de la peinture japonaise — ne doit pas être confondu avec l'estampe japonaise, gravure sur bois relevant presque toujours de l'ukiyo-e.
Mais c'est bien au travers de la gravure sur bois d'estampes que l'ukiyo-e a pu atteindre sa pleine popularité, grâce au nombre de tirages autorisés par la gravure.
Les épreuves d’estampes ukiyo-e sont produites de la manière suivante,, :
1. l'artiste réalise un dessin-maître à l’encre ;
2. l'artisan graveur colle ce dessin contre une planche de bois (cerisier ou catalpa), puis évide à l'aide de gouges (marunomi) les zones où le papier est blanc, créant ainsi le dessin en relief sur la planche, mais détruisant l’œuvre originale au cours de ce processus ;
3. la planche ainsi gravée (« planche de trait ») est encrée et imprimée de manière à produire des copies quasiment parfaites du dessin original ;
4. ces épreuves sont à leur tour collées à de nouvelles planches de bois, et les zones du dessin à colorer d’une couleur particulière sont laissées en relief. Chacune des planches imprimera au moins une couleur dans l’image finale. Ce sont les « planches de couleurs » ;
5. le jeu de planches de bois résultant est encré dans les différentes couleurs et appliqué successivement sur le papier. Le parfait ajustement de chaque planche par rapport au reste de l'image est obtenu par des marques de calage appelées kento. L'encrage est obtenu en frottant le papier contre la planche encrée à l'aide d'un tampon, le baren, en corde de bambou.

L’impression finale porte les motifs de chacune des planches, certaines pouvant être appliquées plus d’une fois afin d’obtenir la profondeur de teinte souhaitée.
Une caractéristique majeure de la technique de l'estampe japonaise est donc que chaque exemplaire imprimé à partir des planches supervisées par l'artiste est un original. En effet, le dessin initial de l'artiste est détruit lors de la gravure et est d'ailleurs souvent incomplet par rapport au résultat final souhaité (sans les couleurs, par exemple).

## Les Soixante-neuf Stations du Kiso Kaidō
Pour des articles plus généraux, voir Hiroshige et Keisai Eisen.
La série compte les soixante-neuf stations du Kiso Kaidō, plus une planche pour le point de départ, le pont Nihonbashi (« pont du Japon ») à Edo, et une estampe additionnelle pour la station Nakatsugawa-juku ; soit un total de 71 estampes, auxquelles il faut ajouter la page de titre.
La série a été publiée par l'éditeur Takenouchi-Hōeidō, pour la première partie, et par l'éditeur Kinjūdō pour la seconde. Les rééditions ultérieures ont été réalisées par Kinjūdō. 
| no | Estampe | Nom français                     | Auteur    | Nom japonais               | Transcription  | Localisation actuelle de l'étape (ville / village / quartier) |
| -- | ------- | -------------------------------- | --------- | -------------------------- | -------------- | ------------------------------------------------------------- |
| 1  |         | Nihonbashi, « le pont du Japon » | Eisen     | 日本橋, Nihonbashi         | Nihonbashi     | Nihonbashi à Chūō-ku (Tōkyō)                                  |
| 2  |         | Itabashi                         | Eisen     | 板橋宿, Itabashi-shuku     | Itabashi       | Itabashi (Tōkyō)                                              |
| 3  |         | Warabi                           | Eisen     | 蕨宿, Warabi-shuku         | Warabi         | Warabi, préfecture de Saitama                                 |
| 4  |         | Urawa                            | Eisen     | 浦和宿, Urawa-shuku        | Urawa          | Urawa à Saitama, préfecture de Saitama                        |
| 5  |         | Omiya                            | Eisen     | 大宮宿, Ōmiya-shuku        | Omiya          | Omiya à Saitama, préfecture de Saitama                        |
| 6  |         | Ageo                             | Eisen     | 上尾宿, Ageo-shuku         | Ageo           | Ageo, préfecture de Saitama                                   |
| 7  |         | Okegawa                          | Eisen     | 桶川宿, Okegawa-shuku      | Okegawa        | Okegawa, préfecture de Saitama                                |
| 8  |         | Konosu                           | Eisen     | 鴻巣宿, Kōnosu-shuku       | Konosu         | Konosu, préfecture de Saitama                                 |
| 9  |         | Kumagaya                         | Eisen     | 熊谷宿, Kumagai-shuku      | Kumagaya       | Kumagaya, préfecture de Saitama                               |
| 10 |         | Fukaya                           | Eisen     | 深谷宿, Fukaya-shuku       | Fukaya         | Fukaya, préfecture de Saitama                                 |
| 11 |         | Honjo                            | Eisen     | 本庄宿, Honjō-shuku        | Honjo          | Honjo, préfecture de Saitama                                  |
| 12 |         | Shinmachi                        | Hiroshige | 新町宿, Shinmachi-shuku    | Shinmachi      | Takasaki, préfecture de Gunma                                 |
| 13 |         | Kuragano                         | Eisen     | 倉賀野宿, Kuragano-shuku   | Kuragano       | Takasaki, préfecture de Gunma                                 |
| 14 |         | Takasaki                         | Hiroshige | 高崎宿, Takasaki-shuku     | Takasaki       | Takasaki, préfecture de Gunma                                 |
| 15 |         | Itabana                          | Eisen     | 板鼻宿, Itahana-shuku      | Itabana        | Annaka, préfecture de Gunma                                   |
| 16 |         | Annaka                           | Hiroshige | 安中宿, Annaka-shuku       | Annaka         | Annaka, préfecture de Gunma                                   |
| 17 |         | Matsuida                         | Hiroshige | 松井田宿, Matsuida-shuku   | Matsuida       | Annaka, préfecture de Gunma                                   |
| 18 |         | Sakamoto                         | Eisen     | 坂本宿, Sakamoto-shuku     | Sakamoto       | Annaka, préfecture de Gunma                                   |
| 19 |         | Karuizawa                        | Hiroshige | 軽井沢宿, Karuisawa-shuku  | Karuizawa      | Karuizawa, district de Kitasaku, préfecture de Nagano         |
| 20 |         | Kutsukake                        | Eisen     | 沓掛宿, Kutsukake-shuku    | Kutsukake      | Karuizawa, district de Kitasaku, préfecture de Nagano         |
| 21 |         | Oiwake                           | Eisen     | 追分宿, Oiwake-shuku       | Oiwake         | Karuizawa, district de Kitasaku, préfecture de Nagano         |
| 22 |         | Odai                             | Hiroshige | 小田井宿, Otai-shuku       | Odai           | Miyota, district de Kitasaku, préfecture de Nagano            |
| 23 |         | Iwamurata                        | Eisen     | 岩村田宿, Iwamurada-shuku  | Iwamurata      | Saku, préfecture de Nagano                                    |
| 24 |         | Shionata                         | Hiroshige | 塩名田宿, Shionada-shuku   | Shionata       | Saku, préfecture de Nagano                                    |
| 25 |         | Yawata                           | Hiroshige | 八幡宿, Yawata-shuku       | Yawata         | Saku, préfecture de Nagano                                    |
| 26 |         | Mochizuki                        | Hiroshige | 望月宿, Mochizuki-shuku    | Mochizuki      | Saku, préfecture de Nagano                                    |
| 27 |         | Ashida                           | Hiroshige | 芦田宿, Ashida-shuku       | Ashida         | Tateshina, district de Kitasaku, préfecture de Nagano         |
| 28 |         | Nagakubo                         | Hiroshige | 長久保宿, Nagakubo-shuku   | Nagakubo       | Nagawa, district de Chiisagata, préfecture de Nagano          |
| 29 |         | Wada                             | Hiroshige | 和田宿, Wada-shuku         | Wada           | Nagawa, district de Chiisagata, préfecture de Nagano          |
| 30 |         | Shimosuwa                        | Hiroshige | 下諏訪宿, Shimosuwa-shuku  | Shimosuwa      | Shimosuwa, district de Suwa, préfecture de Nagano             |
| 31 |         | Shiojiri                         | Eisen     | 塩尻宿, Shiojiri-shuku     | Shiojiri       | Shiojiri, préfecture de Nagano                                |
| 32 |         | Seba                             | Hiroshige | 洗馬宿, Seba-juku          | Seba           | Shiojiri, préfecture de Nagano                                |
| 33 |         | Motoyama                         | Hiroshige | 本山宿, Motoyama-juku      | Motoyama       | Shiojiri, préfecture de Nagano                                |
| 34 |         | Niikawa                          | Hiroshige | 贄川宿, Niekawa-juku       | Niikawa        | Shiojiri, préfecture de Nagano                                |
| 35 |         | Narai                            | Eisen     | 奈良井宿, Narai-juku       | Narai          | Shiojiri, préfecture de Nagano                                |
| 36 |         | Yabuhara                         | Eisen     | 藪原宿, Yabuhara-juku      | Yabuhara       | Kiso (village), district de Kiso, préfecture de Nagano        |
| 37 |         | Miyanokoshi                      | Hiroshige | 宮ノ越宿, Miyanokoshi-juku | Miyanokoshi    | Kiso (bourg), district de Kiso, préfecture de Nagano          |
| 38 |         | Fukushima                        | Hiroshige | 福島宿, Fukushima-juku     | Fukushima      | Kiso (bourg), district de Kiso, préfecture de Nagano          |
| 39 |         | Agematsu                         | Hiroshige | 上松宿, Agematsu-juku      | Agematsu       | Agematsu, préfecture de Nagano                                |
| 40 |         | Suhara                           | Hiroshige | 須原宿, Suhara-juku        | Suhara         | Ōkuwa, district de Kiso, préfecture de Nagano                 |
| 41 |         | Nojiri                           | Eisen     | 野尻宿, Nojiri-juku        | Nojiri         | Ōkuwa, district de Kiso, préfecture de Nagano                 |
| 42 |         | Mitono                           | Hiroshige | 三留野宿, Midono-juku      | Mitono         | Nagiso, district de Kiso, préfecture de Nagano                |
| 43 |         | Tsumagome                        | Hiroshige | 妻籠宿, Tsumago-juku       | Tsumagome      | Nagiso, district de Kiso, préfecture de Nagano                |
| 44 |         | Magome                           | Eisen     | 馬籠宿, Magome-juku        | Magome         | Nakatsugawa, préfecture de Gifu                               |
| 45 |         | Ochiai                           | Hiroshige | 落合宿, Ochiai-juku        | Ochiai         | Nakatsugawa, préfecture de Gifu                               |
| 46 |         | Nakatsugawa, 1re estampe         | Hiroshige | 中津川宿, Nakatsugawa-juku | Nakatsugawa I  | Nakatsugawa, préfecture de Gifu                               |
| 47 |         | Nakatsugawa, 2e estampe          | Hiroshige | 中津川宿, Nakatsugawa-juku | Nakatsugawa II | Nakatsugawa, préfecture de Gifu                               |
| 48 |         | Oi                               | Hiroshige | 大井宿, Ōi-juku            | Oi             | Ena, préfecture de Gifu                                       |
| 49 |         | Okute                            | Hiroshige | 大湫宿, Ōkute-juku         | Okute          | Mizunami, préfecture de Gifu                                  |
| 50 |         | Hosokute                         | Hiroshige | 細久手宿, Hosokute-juku    | Hosokute       | Mizunami, préfecture de Gifu                                  |
| 51 |         | Mitake                           | Hiroshige | 御嶽宿, Mitake-juku        | Mitake         | Mitake, district de Kani, préfecture de Gifu                  |
| 52 |         | Fushimi                          | Hiroshige | 伏見宿, Fushimi-juku       | Fushimi        | Mitake, district de Kani, préfecture de Gifu                  |
| 53 |         | Ota                              | Hiroshige | 太田宿, Ōta-juku           | Ota            | Minokamo, préfecture de Gifu                                  |
| 54 |         | Unuma                            | Eisen     | 鵜沼宿, Unuma-juku         | Unuma          | Kakamigahara, préfecture de Gifu                              |
| 55 |         | Kano                             | Hiroshige | 加納宿, Kanō-juku          | Kano           | Gifu, préfecture de Gifu                                      |
| 56 |         | Kodo                             | Eisen     | 河渡宿, Gōdo-juku          | Kodo           | Gifu, préfecture de Gifu                                      |
| 57 |         | Miyeji                           | Hiroshige | 美江寺宿, Mieji-juku       | Miyeji         | Mizuho, préfecture de Gifu                                    |
| 58 |         | Akasaka                          | Hiroshige | 赤坂宿, Akasaka-juku       | Akasaka        | Ōgaki, préfecture de Gifu                                     |
| 59 |         | Tarui                            | Hiroshige | 垂井宿, Tarui-juku         | Tarui          | Tarui, district de Fuwa, préfecture de Gifu                   |
| 60 |         | Sekigahara                       | Hiroshige | 関ヶ原宿, Sekigahara-juku  | Sekigahara     | Sekigahara, district de Fuwa, préfecture de Gifu              |
| 61 |         | Imasu                            | Hiroshige | 今須宿, Imasu-juku         | Imasu          | Sekigahara, district de Fuwa, préfecture de Gifu              |
| 62 |         | Kashiwabara                      | Hiroshige | 柏原宿, Kashiwabara-juku   | Kashiwabara    | Maibara, préfecture de Shiga                                  |
| 63 |         | Samegai                          | Hiroshige | 醒井宿, Samegai-juku       | Samegai        | Maibara, préfecture de Shiga                                  |
| 64 |         | Banba                            | Hiroshige | 番場宿, Banba-juku         | Banba          | Maibara, préfecture de Shiga                                  |
| 65 |         | Toriimoto                        | Hiroshige | 鳥居本宿, Toriimoto-juku   | Toriimoto      | Hikone, préfecture de Shiga                                   |
| 66 |         | Takamiya                         | Hiroshige | 高宮宿, Takamiya-juku      | Takamiya       | Hikone, préfecture de Shiga                                   |
| 67 |         | Echigawa                         | Hiroshige | 愛知川宿, Echigawa-juku    | Echigawa       | Aishō, district de Echi, préfecture de Shiga                  |
| 68 |         | Musa                             | Hiroshige | 武佐宿, Musa-juku          | Musa           | Ōmihachiman, préfecture de Shiga                              |
| 69 |         | Moriyama                         | Hiroshige | 守山宿, Moriyama-juku      | Moriyama       | Moriyama, préfecture de Shiga                                 |
| 70 |         | Kusatsu                          | Hiroshige | 草津宿, Kusatsu-juku       | Kusatsu        | Kusatsu, préfecture de Shiga                                  |
| 71 |         | Otsu                             | Hiroshige | 大津宿, Ōtsu-juku          | Otsu           | Otsu, préfecture de Shiga                                     |
| 72 |         | Page de titre                    |           |                            |                |                                                               |

## Analyse de quelques estampes notables
Si le style d'Eisen se montre ici suffisamment proche de celui de Hiroshige pour ne pas donner le sentiment d'une rupture entre les deux auteurs de l'œuvre, si certaines de ses estampes peuvent retenir l'attention, il demeure que les plus intéressantes et les plus imaginatives de la série sont bien celles d'Hiroshige. Toutes les planches présentées ici sont signées du grand paraphe facilement reconnaissable d'Hiroshige (situé parfois à gauche, parfois à droite).

### Karuizawa

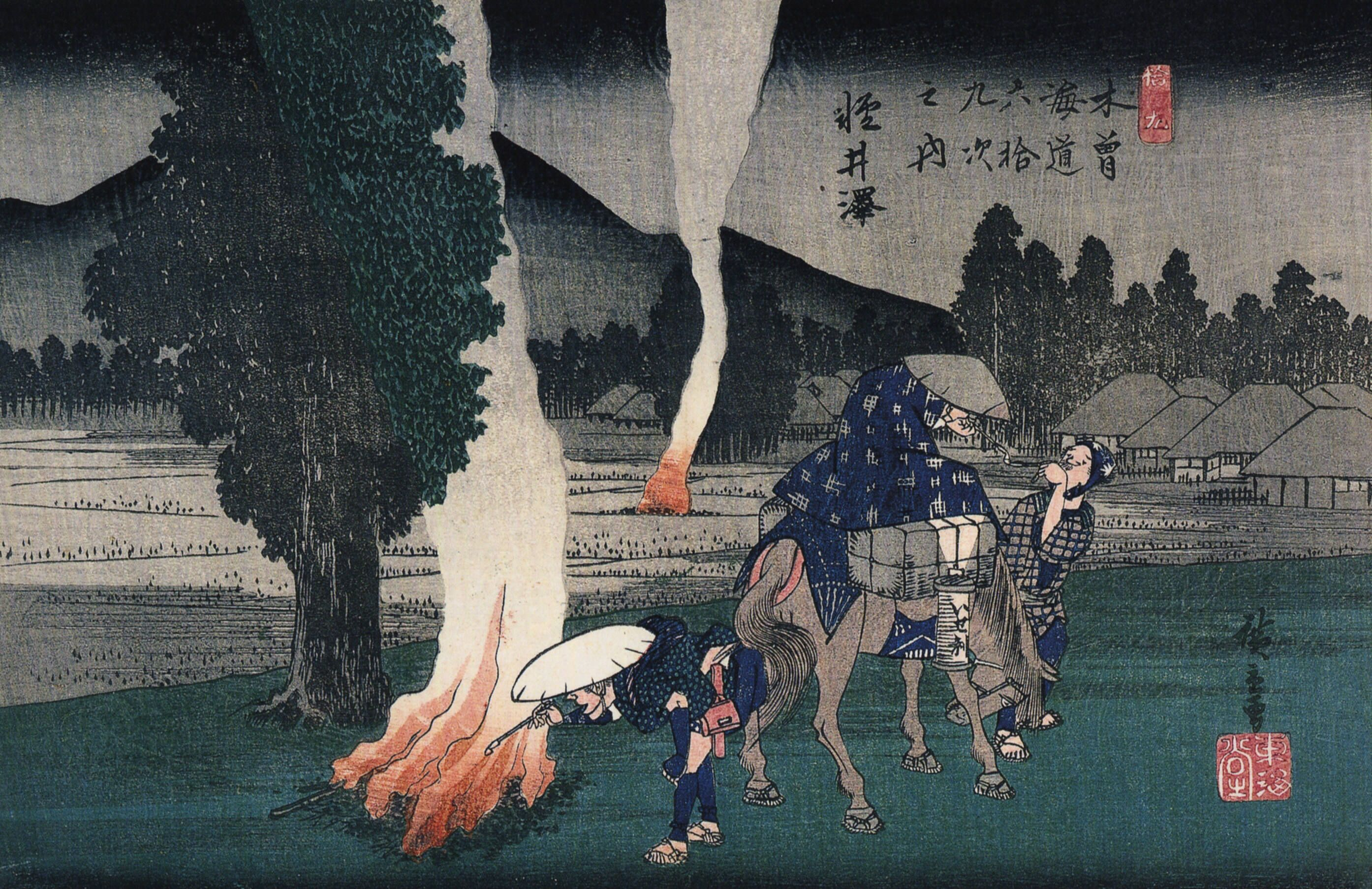
Karuizawa.

Cette estampe décrit la 18e étape de la route du Kiso Kaidō. Pendant qu'un voyageur à cheval arrive à la nuit tombée à Karuizawa et allume sa pipe avec l'aide d'un passant, son écuyer allume la sienne au feu situé près de l'arbre, éclairé par l'épaisse fumée blanche que dégage le foyer.
À la selle du cavalier, on distingue une lanterne de papier qui projette un faisceau de lumière sur ses bagages, ainsi que sur son épaule et son visage. Cette recherche de Hiroshige sur les jeux de lumière s'inspire indiscutablement des gravures sur cuivre occidentales, que les Japonais avaient découvertes depuis longtemps déjà, au travers des contacts qui se maintenaient avec l'Occident par le port de Nagasaki,.
Les sceaux qui apparaissent ici portent les noms de Tokaido, de Takenouchi (Takenouchi-Hoieido, le premier éditeur), et le numéro de la planche (il s'agit du numéro de planche, et non pas de la station), le 19. Sur la lanterne de papier figure le nom d'Iseri (Iseri Kinjūdō, le nom complet de l'éditeur de la planche lors des rééditions ultérieures), et la sangle du cheval porte celui de Kinjūdō (l'éditeur).

### Mochizuki

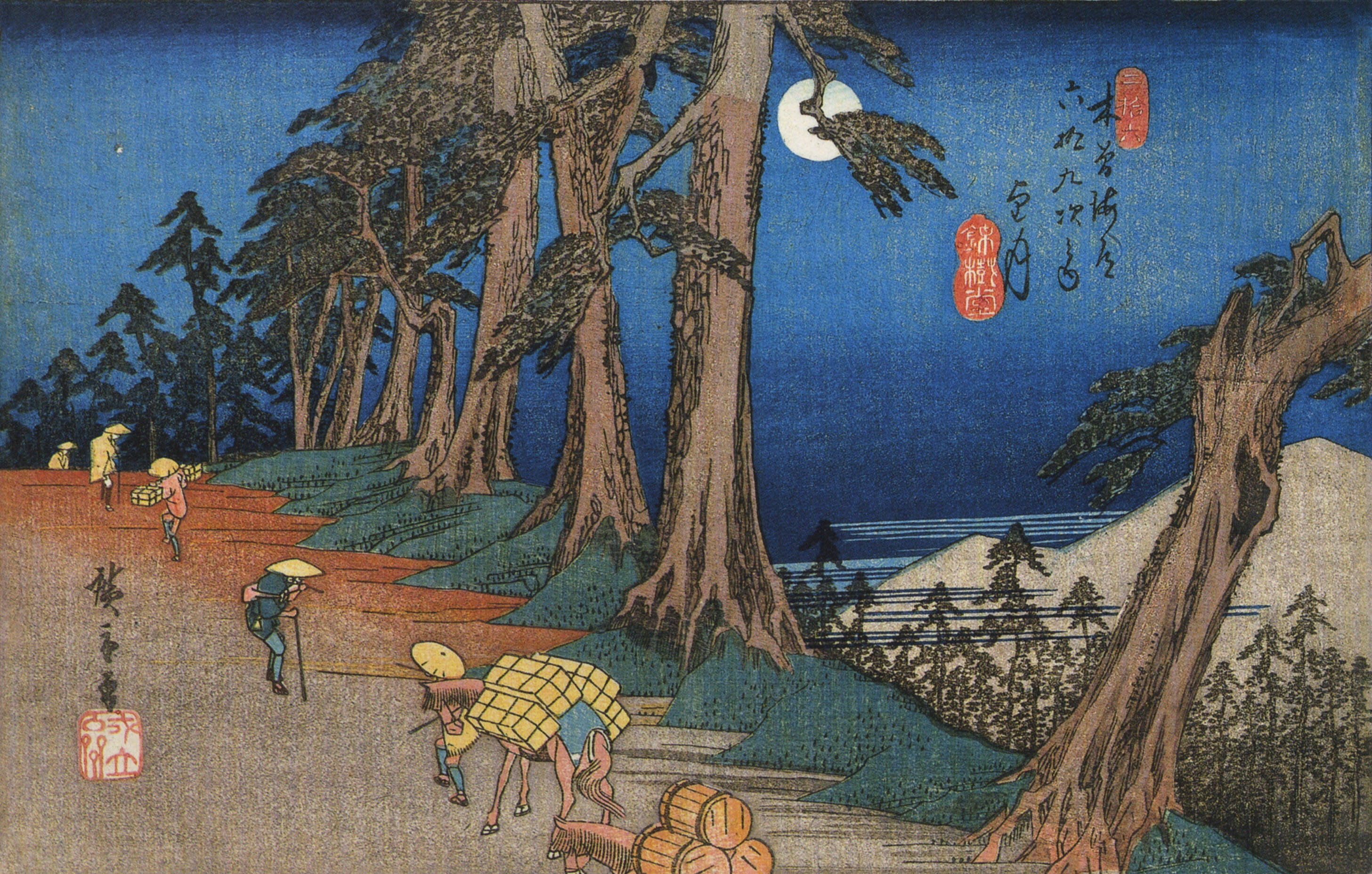
Mochizuki.

Mochizuki est la 25e station du Kiso Kaidō. C'est une autre estampe souvent reproduite, éclairée — comme beaucoup d'autres dans la série — par la clarté de la lune. Une légère brume flotte sur la vallée en contrebas.
Sur la route cheminent des voyageurs fatigués, appartenant peut-être à la suite d'un daimyo, dont l'apparence contraste avec la majesté des grands pins qui bordent le chemin. Le cadrage du cheval figurant au premier plan, dont la tête et le corps sont coupés, rappelle certains cadrages « photographiques » que Degas adoptera plus tard, pour suggérer l'impression de vie et de mouvement,, dans des œuvres telles que Aux courses en province, vers 1872.
Les sceaux indiquent le nom Ichiryūsai (l'un des noms d'artiste de Hiroshige), celui de Kinjūdō (l'éditeur), ainsi que le numéro 26, celui de la planche.

### Nagakubo

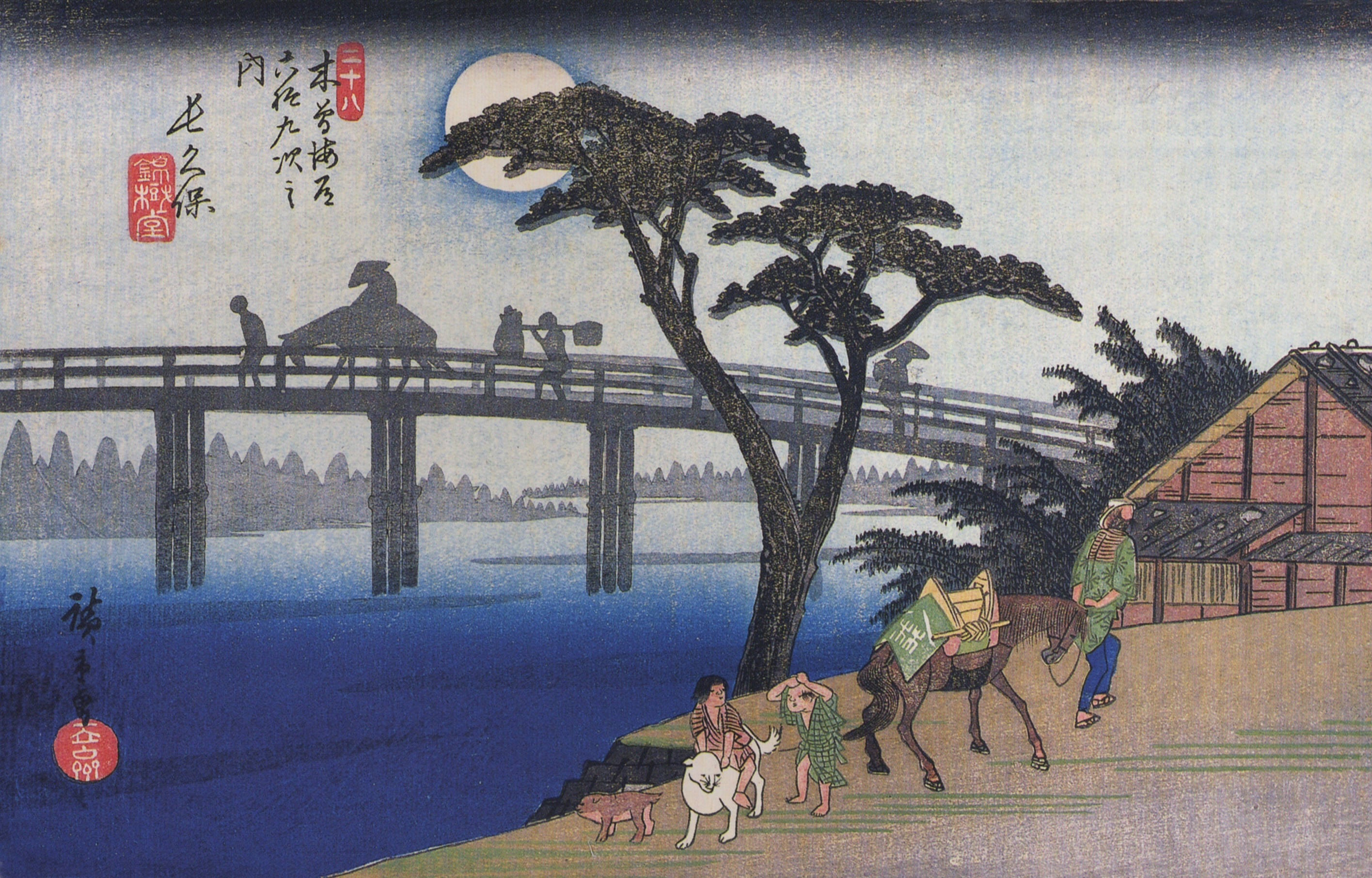
Nagakubo.

Nagakubo, la 27e station, fait appel, comme Seba et beaucoup d'autres estampes de la série, à la lumière de la lune pour éclairer la scène. Mais, plus haute dans le ciel, la pleine lune éclaire ici en contre-jour les berges du fleuve, le pont de bois et les personnages qui s'y trouvent, en particulier le cavalier dont l'attitude assoupie fait écho à celle de son cheval. L'image est ponctuée dans son tiers droit par un pin, qui se découpe sur l'arrière plan lumineux.
Au premier plan, deux enfants jouent avec des chiens, pendant qu'un homme mène un cheval sellé. Sur le tapis de selle de ce dernier figure la marque de l'éditeur (Kinjūdō). Les sceaux font apparaître les noms de Ichiryūsai (Hiroshige), de Kinjūdō, ainsi que le numéro de planche, le no 28.

### Seba

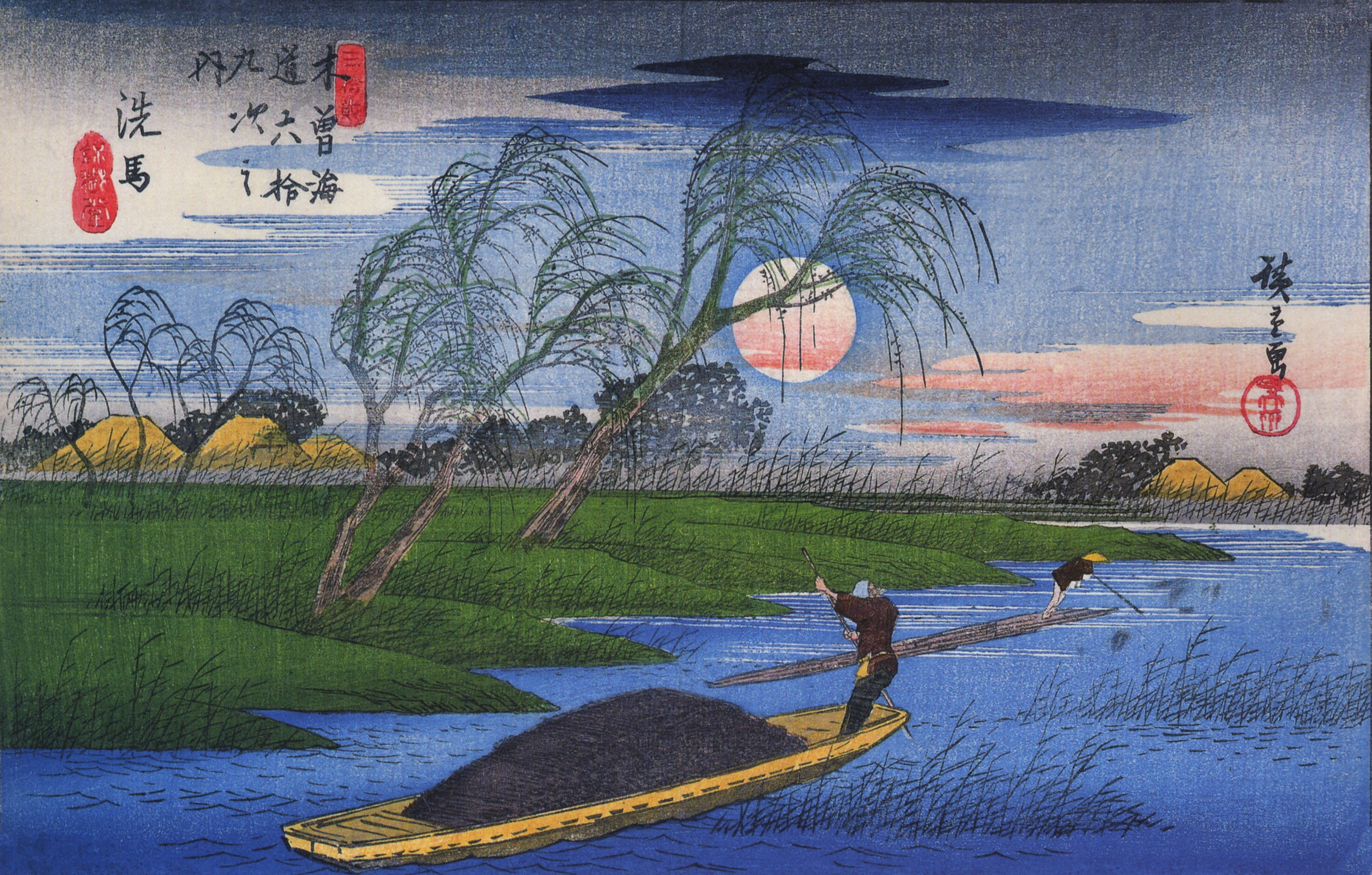
Seba.

Seba, la 31e étape de la route du Kiso Kaidō, est considérée comme l'une des plus poétiques de la série. Elle illustre l'intérêt d'Hiroshige pour différents types de lumière, avec ici un paysage baignant par la lueur crépusculaire de la lune, que l'on voit derrière les feuillages de saules pleureurs, dont les bourgeons commencent à apparaître. Sous ces saules passent un bateau à fond plat ainsi qu'un radeau, dont les bateliers se hâtent pour regagner leurs demeures.
Les divers sceaux font apparaître le nom de Ichiryūsai (Hiroshige), de Kinjūdō (l'éditeur de cette planche) et le numéro 32, celui de la planche.

### Miyanokoshi

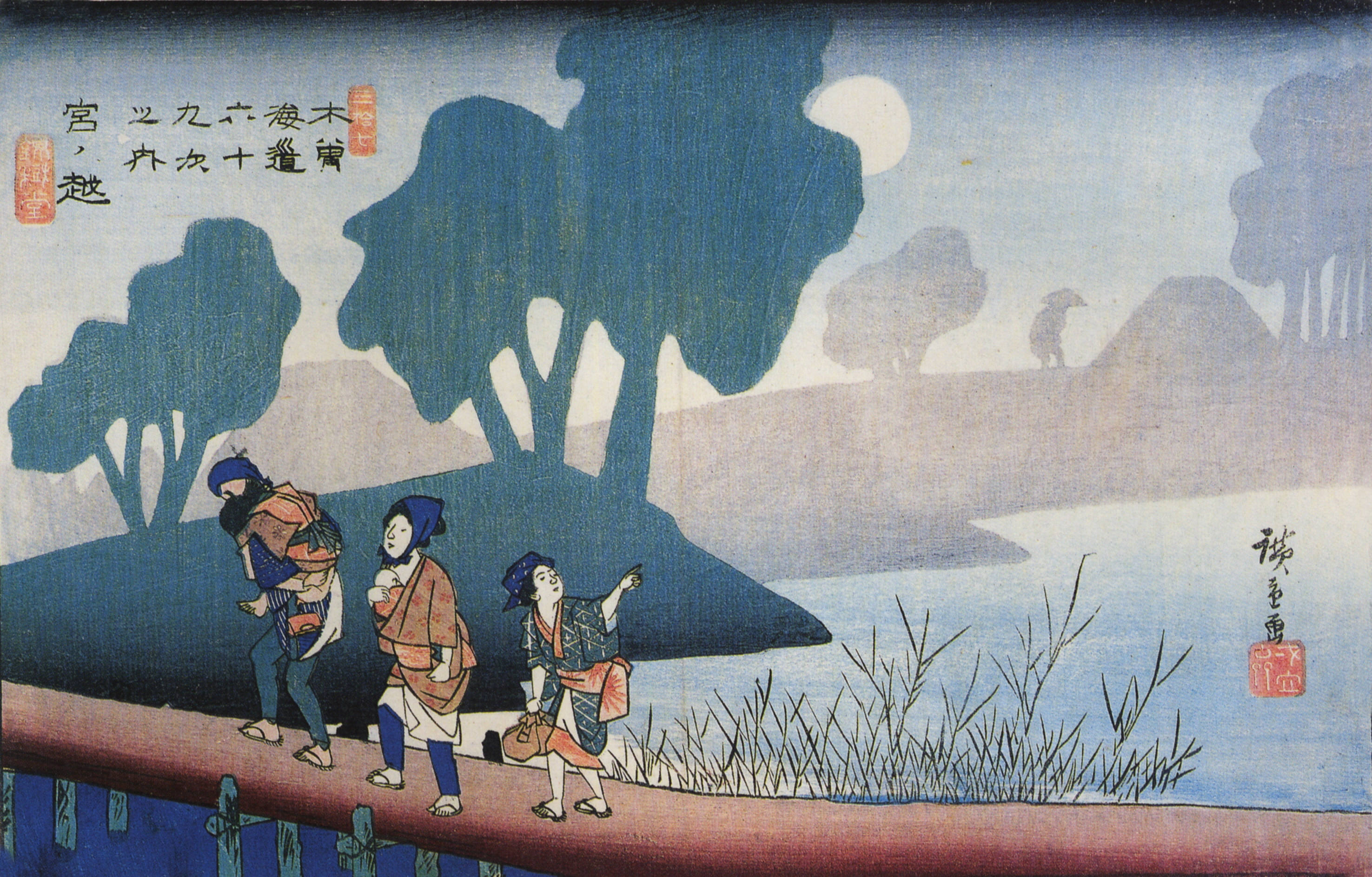
Miyanokoshi.

Cette estampe, la 36e station de la route du Kiso Kaidō, est peut-être moins souvent représentée que les autres qui figurent ici. Elle illustre cependant de façon caractéristique le traitement de la brume, que l'on retrouve si souvent dans l'œuvre d'Hiroshige, et en particulier dans l'estampe Mishima, 11e des cinquante-trois stations du Tōkaidō.
Mais, à la différence de Mishima, qui représente le départ des voyageurs emmitouflés dans la froide atmosphère du petit matin, la scène se déroule ici au tout début du crépuscule, à la clarté de la lune. L'usure des planches liée au tirage important fait qu'il est difficile de trouver cette estampe dans un état qui rende fidèlement les intentions de l'artiste, car tout repose sur la gradation des couleurs,.
Les divers sceaux font apparaître le nom de Ichiryūsai (Hiroshige), celui de Kinjūdō (l'éditeur de cette planche) et le numéro 37, celui de la planche.

### Suhara

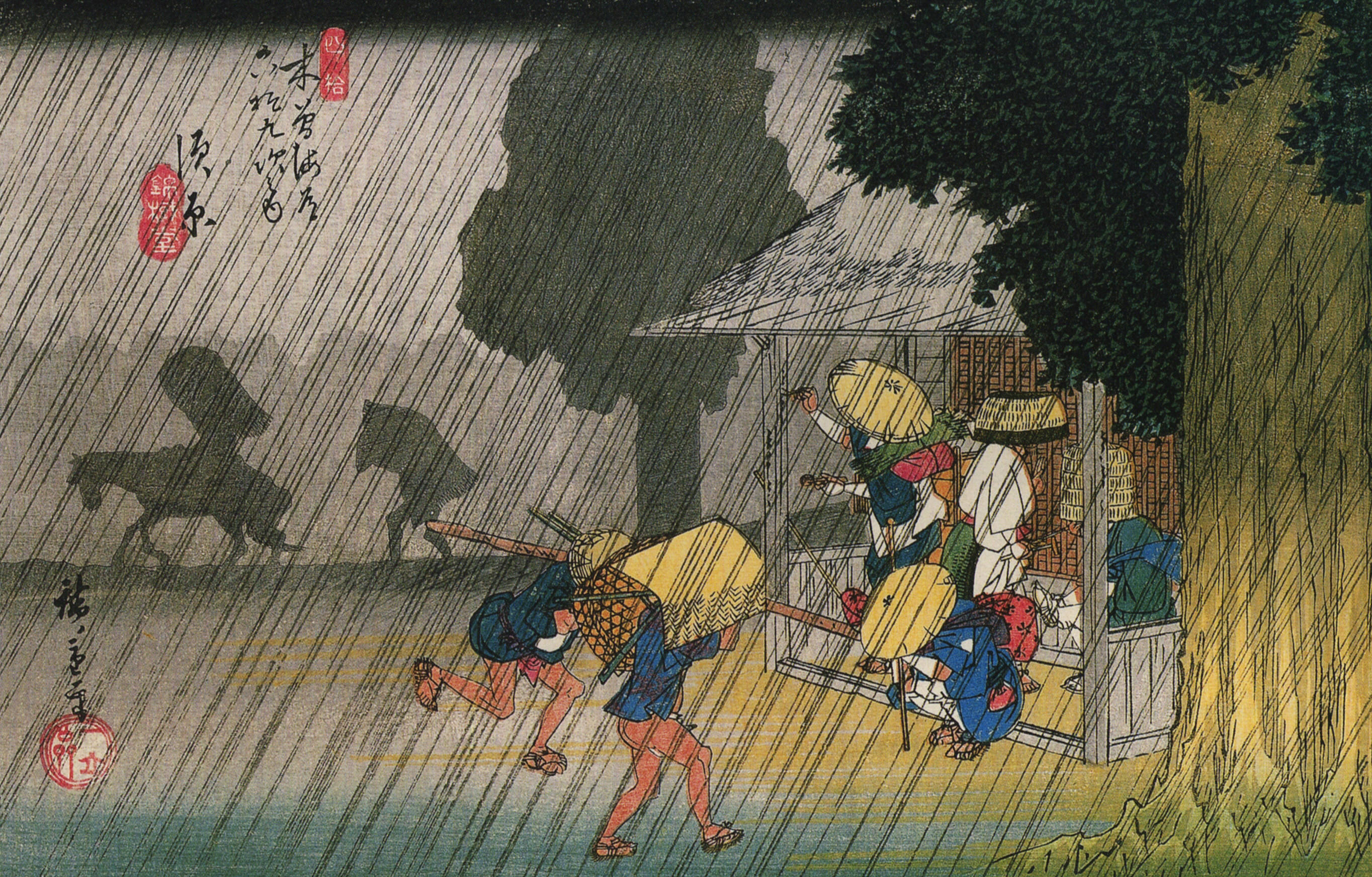
Suhara.

Suhara (écrit parfois Suwara dans certaines transcriptions anglophones), la 39e station, est l'une des estampes les plus connues de la série. Elle illustre, de façon caractéristique, la façon dont Hiroshige décrit la pluie et ses effets sur les voyageurs. On retrouve un thème analogue dans la célèbre estampe Shono, 46e station du Tōkaidō. 
Ici, les voyageurs surpris par l'averse courent s'abriter dans un petit sanctuaire shinto situé au bord de la route (d'autres sources parlent d'une petite maison de thé). Pendant qu'un voyageur qui s'y est déjà réfugié écrit son nom sur l'un des poteaux en souvenir de sa visite, deux pèlerins bouddhistes y sont déjà installés, dont on remarque les coiffes caractéristiques en forme de ruche. Au loin, sur la route, un cavalier et son serviteur se protègent au moyen de nattes, sur un arrière-plan de la lointaine forêt, que l'on distingue à peine.
Les sceaux portent les noms de Ichiryūsai (Hiroshige), de Kinjūdō (l'éditeur de cette planche) et le numéro 40, celui de la planche.

### Oi

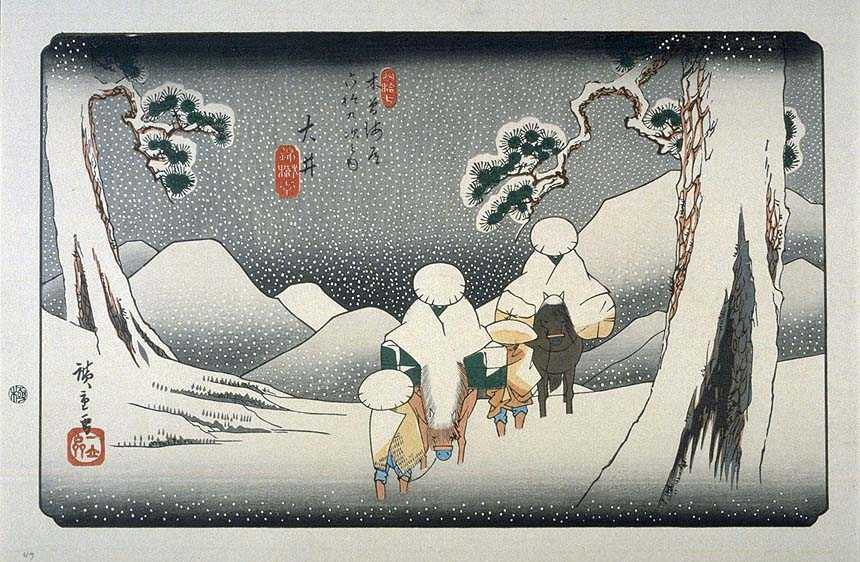
Oi.

Oi est la 46e station de la série, mais la 48e estampe. En effet, outre l'estampe consacrée à Nihonbashi, le point de départ, la 45e étape, Nakatsugawa, est représentée par deux estampes différentes.
Autre thème fréquent chez Hiroshige, le paysage couvert de neige où les voyageurs transis de froid constituent les seules taches de couleurs.
On a pu dire de cette estampe qu'« il n'y a pas de plus belle représentation de la neige en train de tomber dans aucune autre série de Hiroshige ». De même, peut-être Hiroshige n'a-t-il jamais poussé aussi loin son talent pour simplifier l'image.
Les sceaux portent les noms de Ichiryūsai (Hiroshige), de Kinjūdō (l'éditeur de cette planche) et le numéro 47, celui de la planche. Le fait que ce soit le numéro 47 qui apparaisse ici, et non le numéro 48, signifie que la numérotation de la planche ne tient pas compte de l'existence de deux estampes différentes pour la station précédente, celle de Nakatsugawa.

## L'influence de l'Occident sur l'art de Hiroshige
Pour un article plus général, voir Ukiyo-e.

### La perspective occidentale
Dans la peinture traditionnelle du Japon et, plus généralement, de l'Extrême-Orient, la représentation de la perspective telle qu'elle est entendue en Occident, n'existait pas. Comme autrefois dans la statuaire de l'Égypte antique, la taille des objets ou des personnages ne dépendait pas de leur proximité ou de leur éloignement, mais de leur importance dans le contexte du sujet : un paysage pouvait donc être représenté en grossissant les personnages, considérés comme le véritable sujet de l'estampe, et en réduisant la taille des arbres et des montagnes environnantes, pour qu'elle ne risque pas de capter l'attention au détriment des personnages. La notion de ligne de fuite n'existait pas et le point de vue retenu était en général celui d'une « vue cavalière ».
La perspective utilisée par la peinture occidentale était, au début du XVIIIe siècle, connue des artistes japonais au travers des gravures sur cuivre occidentales (hollandaises en particulier), qui arrivaient par Nagasaki. Les premières études de la perspective occidentale et les essais qui suivirent furent menés par Okumura Masanobu, puis, surtout, par Toyoharu. Celui-ci a d'ailleurs, aux alentours de 1750, réalisé des gravures sur cuivre d'inspiration totalement occidentale,. 
Grâce à l'œuvre de Toyoharu, l'estampe japonaise de paysage, le fūkei-ga, telle que l'ont fait évoluer Hiroshige (élève indirect de Toyoharu, au travers de Toyohiro) et Hokusai, a été profondément influencée, bouleversée même par rapport à l'approche traditionnelle. 
En sens inverse, il est probable que l'œuvre de Hiroshige n'aurait pas été aussi bien accueillie en Occident si le public n'y avait éprouvé un sentiment de familiarité avec la perspective à laquelle il était habitué.

### Les couleurs occidentales
Les années 1830 constituent une « révolution bleue » dans l'aspect des estampes japonaises, par le recours à la nouvelle couleur à la mode, le « bleu de Berlin », que nous connaissons sous le nom de bleu de Prusse. Cette couleur d'un bleu soutenu, d'origine chimique, fait sensation dans le monde de l'art en général, car il existait peu de sources fiables et bon marché pour obtenir le bleu : le lapis-lazuli, originaire d'Afghanistan, était hors de prix, l'oxyde de cobalt était difficile à travailler et avait tendance à pâlir, l'indigo supportait très mal la lumière et tendait à virer. Aussi, le bleu de Prusse (découvert accidentellement) fut-il largement utilisé en Europe dès 1750, pour gagner le Japon au début du XIXe siècle.
Il s'agit d'une couleur bien différente du bleu délicat et fugace, issu de l'indigo, qu'utilisaient auparavant les graveurs japonais de l'ukiyo-e. Ce « bleu de Berlin », le berorin ai, importé de Hollande, est utilisé en particulier par Hiroshige et Hokusai, à partir de son arrivée massive au Japon, en 1829.

## L'influence de la série sur les artistes occidentaux
Pour un article plus général, voir Hiroshige.
L’ukiyo-e et les estampes japonaises ont fortement marqué l'art occidental, au travers d'artistes comme Claude Monet, Edgar Degas et les impressionnistes en général, ou encore Gustav Klimt, en particulier à partir de l'Exposition universelle de 1867 à Paris. 
Outre le fait qu'il contribua — avec Hokusai — à modifier profondément et durablement l’ukiyo-e, Hiroshige a plus spécifiquement inspiré des artistes comme Vincent van Gogh, qui a reproduit à l'huile deux estampes des Cent vues d'Edo et qui possédait quelques-unes des estampes des Cinquante-trois Stations du Tōkaidō. 
Bien souvent, en effet, l'influence qu'Hiroshige a pu avoir sur les artistes occidentaux était liée aux achats que ces derniers avaient faits pour leur collection auprès d'un Samuel Bing ou d'un Hayashi Tadamasa.
Or, autant la série des Cinquante-trois Stations du Tōkaidō, de par son énorme diffusion, ou les Cent vues d'Edo (au travers des copies de Vincent van Gogh) ont eu une influence directe et identifiable, autant les Soixante-neuf Stations du Kiso Kaidō — beaucoup moins populaire au Japon, et donc beaucoup moins éditée — n'a guère eu d'influence clairement identifiable.
Il n'en reste pas moins que le style de la série est particulièrement représentatif des compositions et surtout, de la recherche de l'atmosphère propre à Hiroshige, et de son rendu de la profondeur de la scène par l'étagement des plans, dont elle fournit de remarquables exemples.

## La route du Nakasendo aujourd'hui

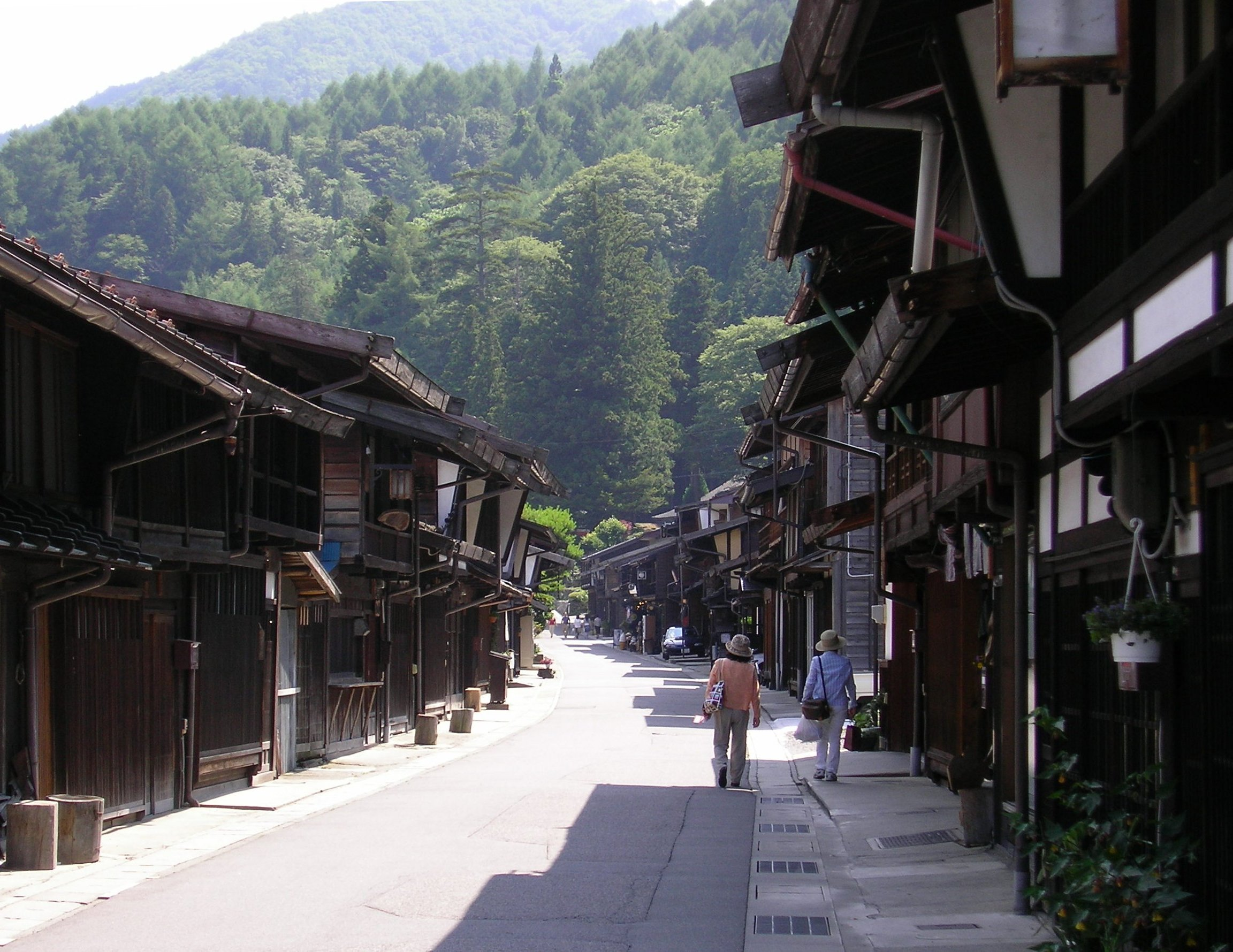
Narai-juku, la du Kiso Kaidō, telle qu'elle est aujourd'hui.

Bien que le parcours de la Nakasendō ait fait l'objet de beaucoup de développements à l'époque moderne, quelques portions de la route conservent leur aspect originel, cependant que d'autres ont été restaurées pour retrouver leur aspect initial au cours des dernières décennies. La section la plus connue se trouve dans la vallée de la Kiso, entre Tsumago-juku (42e station du Kiso Kaidō d'Hiroshige) dans la préfecture de Nagano et Magome-juku (43e station) dans la préfecture de Gifu. La région attira l'attention avec l'écrivain du début du XXe siècle Shimazaki Tōson, qui rédigea une chronique des effets de la restauration Meiji sur la vallée où se déroule le roman qui l'a fait connaître, Yoake Mae (Avant l'aurore).
On peut toujours voyager à pied sans difficulté sur cette section de 8 km, et Tsumago-juku, tout comme Magome-juku, ont su préserver l'architecture traditionnelle. Le parcours entre ces deux anciennes stations du Nakasendō requiert deux à trois heures de marche, pendant lesquelles on traverse des forêts, cheminant sur les pavés remis en état et apercevant quelques belles cascades.

## Expositions
Des expositions des estampes du Kiso Kaidō ont eu lieu récemment en France (Centre de l'Hôtel de Caumont, Aix-en-Provence ou encore de fin octobre 2020 à fin janvier 2021 au Musée Cernuschi, à Paris), en partie sur la base de la collection de Georges Leskowicz.